# Dame N'Doye
Dame N'Doye (født 21. februar 1985 i Thiès) er en tidligere senegalesisk fodboldspiller, der spillede for den danske klub F.C. København i årene 2009-2012 og igen fra juli 2018 til den 30. juli 2020. Han har endvidere spillet for en række andre klubber.
Han spillede primært angriber, men har tidligere været brugt som offensiv midtbanespiller.
Dame N'Doye er den mest scorende spiller for F.C. København nogensinde, og er med 90 superligamål den mest scorende udlænding i Superligaens historie.

## Karriere
Han begyndte sin karriere i ASC Jeanne d'Arc i Senegal i 2003, hvor han spillede i 3 sæsoner. I 2006 blev han købt af klubben Al-Saad fra Qatar. Senere skiftede han dog til den portugisiske klub Associação Académica de Coimbra - O.A.F., hvorefter han i 2007 skiftede til den græske storklub Panathinaikos FC. Her scorede han bl.a. i UEFA Cup kampen mod F.C. København og i lokalopgøret mod Olympiakos F.C. Han blev dog senere givet væk til den græske klub OFI Kreta.

### F.C. København
Den 12. januar 2009 skiftede han til F.C. København for en sum, der menes at være omkring 2 millioner euro. Han scorede sit første FCK-mål mod Randers FC den 7. marts 2009.
Dame N'Doye opnåede i alt 150 kampe for FCK og scorede 82 mål, hvilket gjorde ham til klubbens mest scorende spiller gennem tiderne, da han forlod klubben. Rekorden som mest scorende spiller er siden overtaget af César Santin, der dog skulle bruge 220 kampe for at score 84 mål. N'Doye er med 16 mål fortsat den mest scorende FCK-spiller i internationale turneringer.
N’Doye generobrede topscorertitlen D. 29/7-2018 i 3 runde af superligaen, med et hattrick efter 23 minutter imod AaB.

### Lokomotiv Moskva
Den 25. juli 2012 skiftede N'Doye til den russiske klub Lokomotiv Moskva.

### Hull City A.F.C.
Dame N'Doye skiftede til Premier League-klubben Hull City A.F.C. i januars transfervindue i 2015 på en kontrakt på 2½ år. Han debuterede i Premier League den 7. februar 2015 mod Manchester City.

### Trabzonspor
Den 10. august 2015 blev N'Doye solgt til Trabzonspor for 2,2 millioner £. Efter 6 måneder i Tyrkiet skiftede han i vinteren 15/16 atter klub, da han blev udlejet til Premier League-klubben Sunderland for resten af sæsonen. Han scorede sit eneste mål for Sunderland den 1. marts 2016 i 2–2 kampen mod Crystal Palace. Han fik ikke fornyet sin kontrakt, da den udløb i sommeren 2018.

### Tilbagevenden til F.C. København
Den 2. juli 2018 vendte N'Doye tilbage til F.C. København på en fri transfer. Kun fem dage efter skiftet fik N'Doye sin første uofficielle kamp for F.C. København, siden han forlod klubben tilbage i 2012 med en 4-1 sejr i en venskabskamp over CSKA Moskva.
Den 29. juli 2018 scorede N'Doye et hattrick på et interval på 15 minutter fra første til sidste mål i en Superligakamp hjemme i Telia Parken og blev dermed den mest scorende F.C. København-spiller nogensinde.
Tidligt i sæsonen 2019-20 blev N'Doye skadet i længere tid i forbindelse med en kvalifikationskamp til Champions League for FC København.
Efter at have været ude i nogle måneder, hvor FC København har døjet med at få lavet mål, startede han inde i en superligakamp mod AGF d. 28 oktober 2019, hvor han scorede to mål.
30. juli 2020 udløb N’Doyes kontrakt med FCK, da F.C. København og N'Doye ikke blive enige om en kontraktforlængelse.

## Titler

### Klub
F.C. København
- Superligaen: 2008-09, 2009-10, 2010-11, 2018-19
- DBU Pokalen: 2008-09, 2011-12

### Individuelt
- Topscorer i Superligaen: 2010-11, 2011-12